# La Valse
La Valse es un poema coreográfico para orquesta de Maurice Ravel compuesto entre 1919 y 1920, dedicado a su amiga Misia Sert, nacida Godebska. La obra fue estrenada públicamente el 12 de diciembre de 1920, interpretada por los Concerts Lamoureux dirigidos por Camille Chevillard. La duración aproximada de la obra es de unos 13 minutos.

## Historia de la obra
De acuerdo con Serguéi Diáguilev, Ravel intentaba desde 1906 componer para el ballet una Apoteosis del vals en homenaje a Johann Strauss, cosa que la Primera Guerra Mundial le impidió realizar. La experiencia de la guerra vivida como un aniquilamiento de la civilización cambió su perspectiva de la obra que tenía en mente. A la imagen romántica y fastuosa de la corte vienesa del siglo XIX, bien ilustrada por los valses de Strauss, la sucedió la imagen de un mundo decadente amenazado siempre por la barbarie.
Por este motivo, la obra de Ravel sobrepasa con mucho sus ambiciones iniciales. El músico compuso, según su propia definición, «un torbellino fantástico y fatal», suntuosa evocación de la grandeza, de la decadencia y de la destrucción de la civilización occidental.
Compuesta con apasionamiento, la obra fue estrenada, en primera audición, delante de Serguéi Diáguilev, interpretada por Ravel en abril de 1920, en una versión transcrita para piano. Esto fue el principio de una desavenencia definitiva entre ambos; Diáguilev se negó a representar La Valse con los Ballets Rusos: «Ravel, esto es una obra maestra, pero no es un ballet; es la pintura de un ballet". Anecdótico fue el hecho de que Ígor Stravinski, presente ese día, reaccionara ante esta negativa con un silencio calculado. Ravel no se lo perdonó nunca, y las relaciones entre ambos amigos se limitaron, desde entonces, a ser estrictamente profesionales.

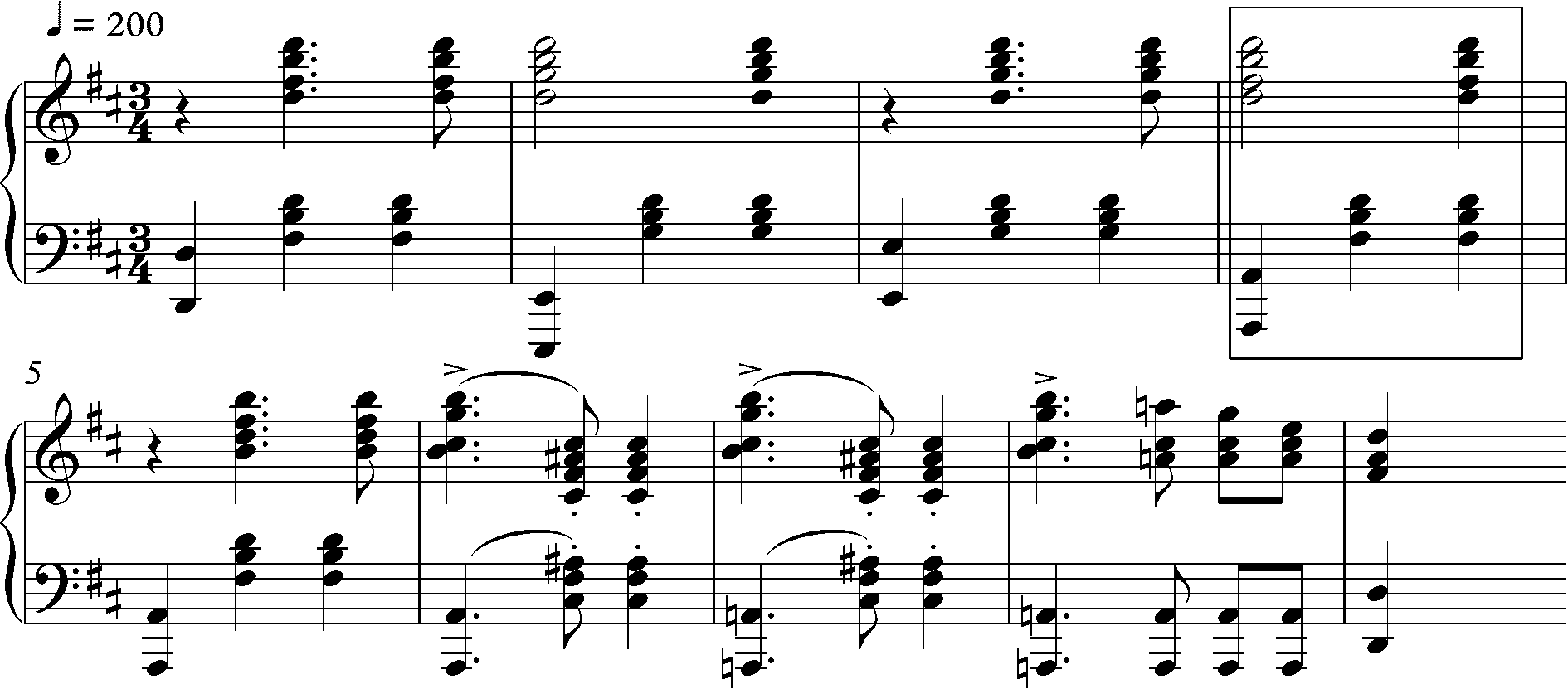
Reducción para piano de un pasaje de la obra.

- Datos: Q776559